# Baróti Géza
Baróti Géza (született Szabó) (Déva, 1914. augusztus 22. – Biatorbágy, 1993. szeptember 2.) író, újságíró. Írói név gyanánt a Baróti Szabó Gézát is használta.

## Élete
Újságíróként a Fejér Megyei Napló munkatársa lett, majd Budapesten több újság neves publicistája volt (Az Új idők, Kossuth Népe, Est, Kis Újság, Érdekes Újság, Híd). A Magyar Nemzet című újságnak haláláig volt az újságírója. 1974-ben Biatorbágyra költözött, több írásában kitért választott lakhelye eseményeire; haláláig ott is élt.

## Írói munkássága
Az újságokba főleg szinikritikákat írt. Szívesen írt rádióműsorokat – több mint 100 rádiójáték szerzője vagy társszerzője, a Szabó család című, 1959-ben kezdődött és 2007-ig (48 éven át) tartó folytatásos családregény írója volt a kezdetektől.

## Színházi munkái
A Színházi Adattárban regisztrált bemutatóinak száma: szerzőként: 53.

### Szerzőként
- Dankó Pista (1955–1958, 1961, 1963–64, 1968-69, 1984, 2005)
- Wellington hercege (1955)
- Zeng az erdő (1955–56)
- Szólj szám – Az Írók Szatirikus Színpadának műsora (1957)
- Bástyasétány '77 (1957–1960, 1964, 1984-1985, 1999–2000, 2002, 2008–2010)
- Juvenália (Tihanyi visszhang) (1958)
- Sportszerelem (1960)
- Mindent a mamáért (1961–62)
- Jaj a mama… (1962)
- Hétvégi milliomos (1962)
- Joe bácsi (1963)
- Anna-bál (1963–64)
- Hotel Amerika (1965)

## Könyvei
- Akácosút (regény, 1936)
- Veszélyes éjszaka [Budapest] : [Literária], [1941], 32 o. Sorozat: Világvárosi regények
- Tisztességes ház (regény, 1943)
- Csincsilla (regény, 1944)
- Benn a farkas (dráma, 1953)
- Tavasz Szibériában (útleírás, Randé Jenővel, 1968)
- Színészarcok a közelmúltból (1968)
- Mámor? Az alkohol drámái (riportok, 1969)
- Hazai történetek, riportok (Ruffy Péterrel, Kristóf Attilával, 1970)
- A füredi Anna-bál százötven éve. 1825–1975; Veszprém Magyar Tanács Idegenforgalmi Hivatala, Balatonfüred, 1975
- A Faluszínháztól a Népszínházig; Magyar Hirdető, Budapest, 1978

## Rádiójátékok
- Az ostoba furulya (1950)
- Forró Föld (1955)
- Bástyasétány '77 (1957)
- A Szabó család (1959–2007)
- Szenzáció (1962)
- Joe bácsi (1966)
- Fő a vendég (1979)

## Díjai
- Rózsa Ferenc-díj (1963)
- SZOT-díj (1985)
- Pethő Sándor-díj (1992)
- Aranytoll
- Munka Érdemrend ezüst fokozata